# 死褲子樂隊
死褲子樂隊（德語：Die Toten Hosen，直譯作「死的褲子」，德語俚語解作「沒有用」、「性無能」），是來自德國杜塞爾多夫的著名五人搖滾樂隊組合。死褲子成立於1982年，早期於酒吧演出。這支樂隊以龐克為基調風格，並且一直堅持用德語填詞演唱，是柏林的醫生樂隊（醫生樂隊）以外，商業上最成功的龐克搖滾樂隊。他們在德國本地的唱片銷量至今已經超過2300萬。該樂隊的座右銘是：「奮戰到底。」（德文：Bis zum Bitteren Ende.）

## 歷史
死褲子樂隊的隊員，除華姆是英國人外，全來自德國。主唱甘碧羅(Campino，原名Anderas Frege)出身於一個法律界的家庭，父親是法官，祖父路德維希·費尼基(Ludwig Frege)是西德第一任聯邦法院首席法官。
死褲子樂隊早年的歌曲多屬嬉笑怒罵，享樂主義類型，無什意思。1980年代後，他們開始創作針砭時弊、有社會性的歌曲，並十分關注社會議題，例如種族主義及新納粹主義。
1982年，死褲子推出首隻單曲《Wir sind Bereit》(我們準備就緒)，正式開展其音樂旅程。翌年推出第一張專輯《Opel-Gang》(歐寶黨)。

## 音樂

### 專輯
- 1983: Opel-Gang（德语：Opel-Gang）（歐寶黨）
- 1984: Unter falscher Flagge（德语：Unter falscher Flagge）（虛偽的國旗）
- 1986: Damenwahl（德语：Damenwahl）
- 1988: Ein kleines bisschen Horrorschau（德语：Ein kleines bisschen Horrorschau）
- 1990: Auf dem Kreuzzug ins Glück（德语：Auf dem Kreuzzug ins Glück）
- 1991: Learning English Lesson One（德语：Learning English Lesson One）（第1節英文課）
- 1993: Kauf MICH!（德语：Kauf MICH!）（買我吧！）
- 1996: Opium fürs Volk（德语：Opium fürs Volk）（鴉片群眾）
- 1999: Unsterblich（德语：Unsterblich）（永生不死）
- 2002: Auswärtsspiel（德语：Auswärtsspiel）
- 2004: Zurück zum Glück（德语：Zurück zum Glück）（回歸幸福）
- 2008: In aller Stille（德语：In aller Stille）（一片死寂）

### 單曲
- 1982: Wir sind Bereit(我們準備就緒)
- 1987: Alle Mädchen wollen küssen(所有女孩都愛親嘴) - 一首講述結識女孩的歌曲
- 1988: 1000 gute Gründe(千個好理由)
- 1992: Sascha. .. ein aufrechter Deutscher(薩沙-一個真正的德国人) - (為一反對種族主義的歌曲)
- 1996: 樂園 (宗教)(天堂) -  此曲攻擊天主教的理念，批評人必須靠善行得救的教義並不合理
- 2000: 巴伐利亚(拜仁) - 諷刺德國足球會拜仁慕尼黑
- 2002: Kein Alkohol (ist auch keine Lösung)!(沒酒哪來點子) - 講出喝酒的好處，但此曲有鼓吹喝酒的嫌疑
- 2004：Kanzler sein(當總理) - 以當時德國總理施羅德為背景，點出當政府首腦的難處，並勸人幸福要緊，萬勿擔任此要職